# Duinmeertje van Hee
Het Duinmeertje van Hee (of kortweg: Meertje van Hee) is een duinmeertje in de duinen van het Friese Waddeneiland Terschelling. Het meertje is vernoemd naar de buurtschap Hee en ligt ongeveer 500 meter ten noorden hiervan. Het meertje werd in 1962 gevormd, wegens de behoefte aan zand voor de verhoging van de dijk. Het duinmeertje werd in 1970 als recreatieplas in gebruik genomen. Rondom het meertje liggen verscheidene campings en een bungalowpark. De bezoekers daarvan gebruiken het meertje regelmatig als badplaats. 
Op 2 augustus 2015 verscheen er een artikel op de website van de Leeuwarder Courant dat in het Duinmeertje van Hee een 'monstersnoek' gevangen was met een lengte van 123 centimeter.
Een opknapbeurt van het meertje vond plaats in het voorjaar van 2015, onder leiding van Staatsbosbeheer, mede om de bloei van blauwalg te voorkomen en de klachten van zwemmersjeuk te verminderen

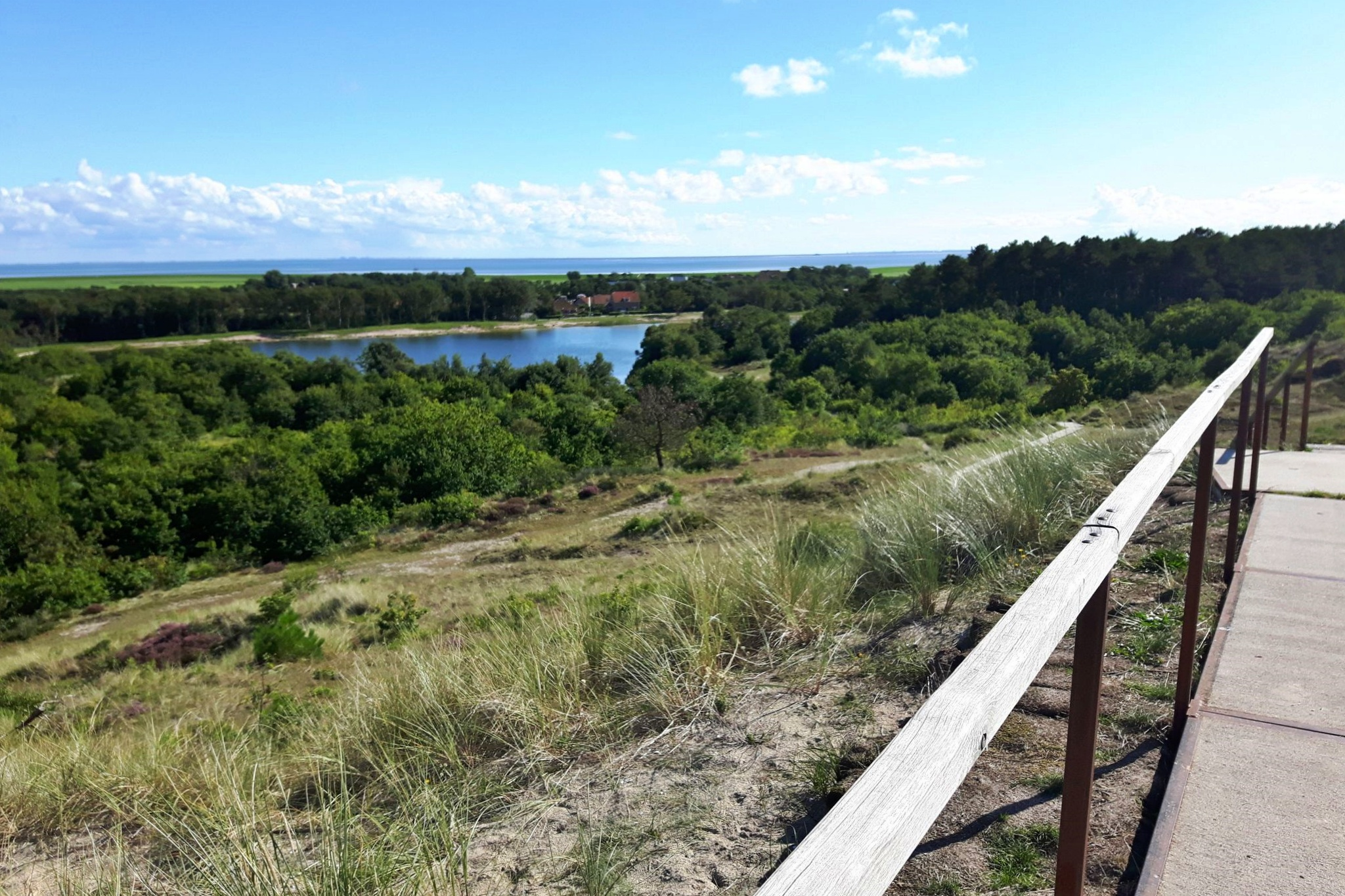
Duinmeertje van Hee vanaf het Arjensduin.